# Tunica albuginea
Tunica albuginea är ett begrepp inom anatomin som beskriver den vita kapsel av bindväv som bland annat omsluter testiklar och äggstockar. Den täcks i sin tur av tunica vaginalis.